# L Tower
La L Tower est un gratte-ciel résidentiel de 205 mètres construit en 2015 à Toronto au Canada, dessiné par Daniel Libeskind.